# Musique belge
La musique belge comporte à l'image du pays un double héritage linguistique selon que l'on considère la Communauté flamande ou la Communauté francophone de Belgique. La musique de Belgique est actuellement un métissage culturel où les traditions des différentes communautés se mêlent à celles des communautés immigrées qui vivent dans le pays.
De riches heures de musiques classiques ont agrémenté la culture du pays depuis la Renaissance, alors que la musique traditionnelle a quasi disparu au profit d'une musique populaire très en vogue.

## Musique classique

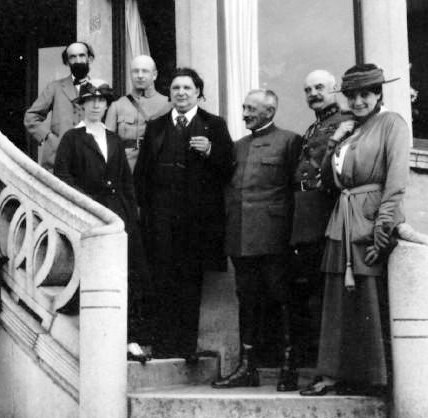
La reine, à gauche, près d'Eugène Ysaÿe au centre, à La Panne en mai 1916.

La musique classique s'est très tôt implantée mais on conserve aussi des traces de musique profane à partir du XIIIe siècle dans les chansons de trouvères comme Mahieu de Gant ou Henri III de Brabant ou d'un Minnesänger comme Jean Ier de Brabant, dont des chansons ne subsistent toutefois que les paroles. La Messe de Tournai de 1340 est la première du genre.
Il y eut à la Renaissance une grande période musicale avec au XVe siècle, l'École franco-flamande et sa polyphonie pratiquée dans tout le continent ; parmi les premiers compositeurs on trouve Johannes Ciconia (1370 – 1412), Arnold de Lantins ( - 1432) et Johannes Brassart (1400 – 1455). Gilles Binchois (1400-1460) et Guillaume Dufay (1397 – 1474) acquirent une renommée dans toute l'Europe, notamment auprès des cours italienne et française où ils séjournaient. Johannes Ockeghem (1415 – 1497), Jacob Obrecht (1457 – 1505), Josquin des Prés (1450 – 1521), Alexandre Agricola (1446 – 1506), Antoine Busnois (1430 – 1492), Loyset Compère (1440 – 1518), Heinrich Isaac (1450 – 1517), Pierre de la Rue (1460 – 1518), Johannes Tinctoris et Gaspar van Weerbeke devaient suivre leurs exemples. Leurs compositions furent diffusées grâce à l’imprimerie d'Anvers, un centre important pour la publication des partitions musicales.
Au XVIe siècle, à côté de ces maîtres, des compositeurs comme Nicolas Gombert (1495 – 1560), Pierre de Manchicourt (1510 - 1564) et Philippe Rogier (1561 - 1596) présentèrent leurs œuvres à la chapelle impériale. D'autres ramenèrent d'Italie le madrigal ou le double-chœur : Adrien Willaert (1490 – 1562), Jacques de Wert (1536 – 1596), Jacques Arcadelt (1507 – 1568). Jacob Regnart (1540 - 1599) et Roland de Lassus (ou Orlando di Lasso) (1532 - 1594)  s'inspirèrent des cours germaniques pour leurs compositions contrepointées et fuguées. 

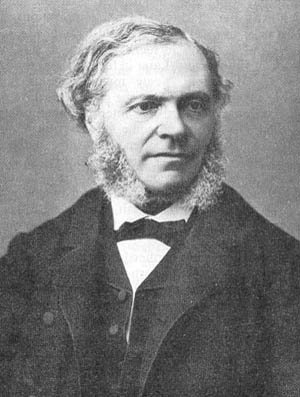
César Franck

Au XVIIe siècle, Gilles Hayne (1590 – 1650) et Léonard de Hodémont (1575 – 1636) adoptent les innovations italiennes tels la monodie accompagnée, la basse continue et le rôle soliste de la voix tandis qu'Henry Du Mont (1610 – 1684) œuvre pour la Chapelle Royale de Versailles. Les compositeurs italiens Pietro Antonio Fiocco (1650 – 1714) et Joseph-Hector Fiocco (1703 – 1741) s'installent en Belgique, accentuant l'influence de la musique italienne de ce pays. Dans la musique religieuse, Charles-Joseph van Helmont (1715 – 1790) ainsi que Pierre–Hercule Bréhy (1673 – 1731) synthétisent les styles italiens et français. François-Joseph Gossec (1734 – 1829) compose la Messe des défunts.
Au XVIIIe siècle, la musique instrumentale domine l'Europe, notamment les œuvres pour orgue ou clavecin ; Abraham van den Kerckhoven (1618 – 1702), Lambert Chaumont (1630 – 1712) et Josse Boutmy (1697 – 1779) s'y adonnent, tandis que Carolus Hacquart (1640 – 1701) et Nicolas Hotman (1614 – 1663) composent pour la viole et Matthias van den Gheyn (1721 – 1785) pour le carillon. Pour la musique de chambre, Pierre Van Maldere (1729 – 1768) et Joseph Gehot (1756 – 1820) composent des Sinfonies. L’influence de l'opéra italien domine mais Jean-Noël Hamal (1709 – 1778) compose en wallon liégeois et André Ernest Modeste Grétry (1741 – 1813) s'inspire de l'Orient pour La Caravane du Caire, Zemire et Azor et Lucile.
Le début du XIXe siècle est dominé par François-Joseph Fétis (1784 – 1871), directeur du Conservatoire Royal de Musique, musicologue, chef d’orchestre et compositeur. À la fin du siècle, Henri Vieuxtemps, César Franck, Guillaume Lekeu et Eugène Ysaÿe suivent et redonnent à la musique belge de grandes heures. Le compositeur André Devaere, mort prématurément comme Lekeu, portait lui aussi la promesse d'une grande œuvre, influencée par l'impressionnisme français. Peter Benoit représente la tendance nationaliste, non dépourvue de charme, pourtant.
Le XXe siècle voit la renommée de Wim Mertens, Henri Pousseur ou Philippe Boesmans. Plus proche encore, Luc Baiwir, allie musique classique et musique de films avec orchestre et instruments électroniques.
En 1970, Didier Van Damme compose le fameux Adagio à l'Europe (Adagio to Europe) après avoir composé le Concerto de la Reine en 1960.
Parmi les interprètes contemporains, on peut citer les chanteurs Jules Bastin et José van Dam et Helmut Lotti.
La situation de la musique classique belge contemporaine à partir de 1960 a été documentée par le Centre de Documentation CeBeDeM en collaboration avec l'Union des compositeurs belges

## Musique folklorique

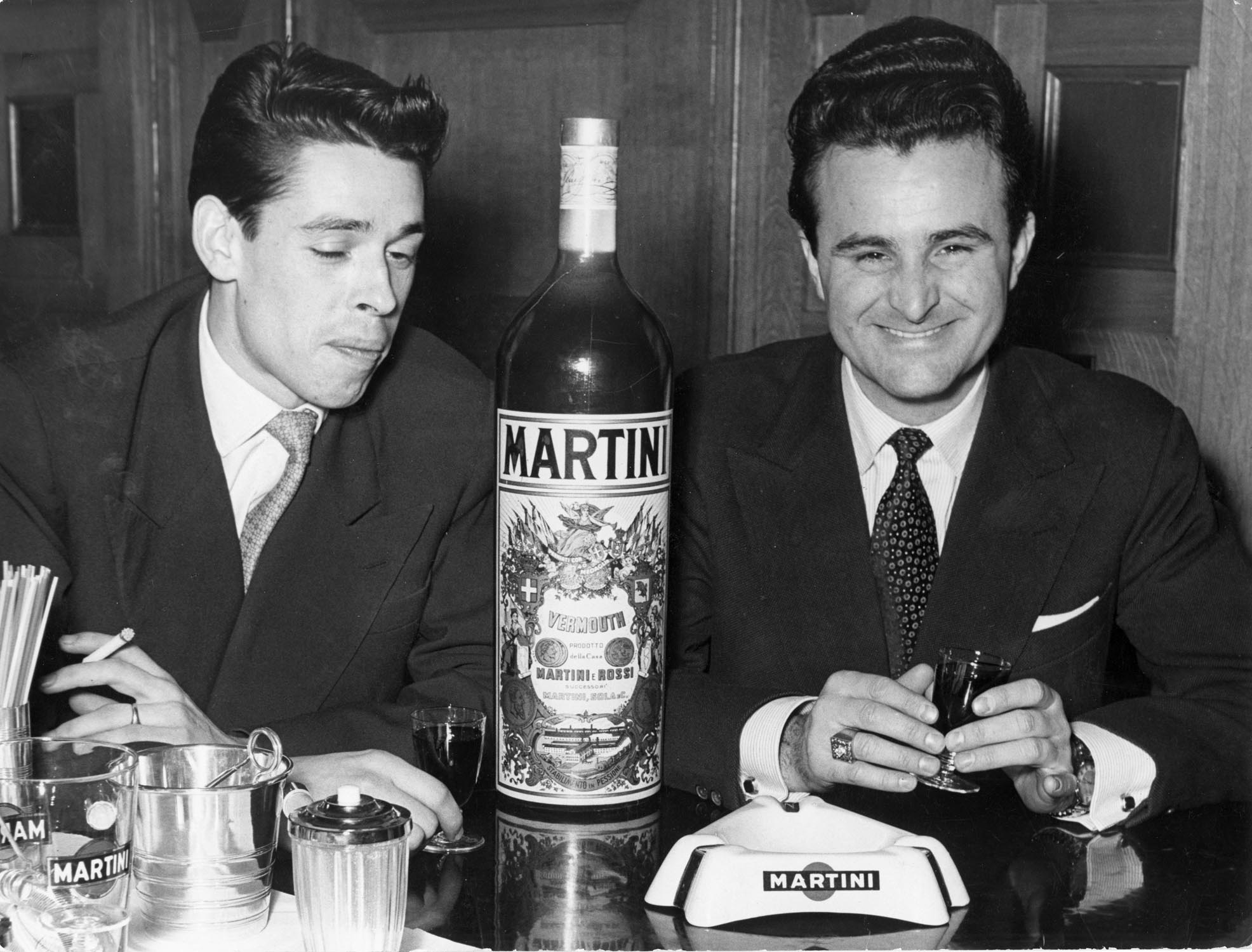
Bobbejaan Schoepen & Jacques Brel en 1955

Il existe encore en Belgique une riche tradition de musique basée sur des cliques ou des fanfares locales.
Les chants traditionnels qui accompagnent les fêtes historiques (comme la Ducasse de Mons, ou les carnavals) sont encore actuellement repris avec ferveur par leurs publics, perpétuant des mélodies et des textes anonymes issus de passés médiévaux, ou de siècles de folklore populaire. En outre, une musique folklorique très spécifique à la Flandre a su prolonger sa popularité jusqu'à nos jours.
Du côté francophone on peut parler du groupe Coïncidence, ou de Remy Dubois, Julos Beaucarne, Luc Pilartz, Rue du Village et Claude Flagel qui furent relativement connus.
En Flandre, Bobbejaan Schoepen était un pionnier de la musique folk urbaine depuis les années 1940. Will Tura lui succéda dans les années 1950. Depuis ces deux premiers meneurs, Eddy Wally, Raymond van het Groenewoud, De Kreuners, Clouseau, Gorki et Noordkaap ont perpétué cette tradition populaire flamande.
Par ailleurs, il faut mentionner, à partir des années 1970 (à l'image de ce qui se faisait aux États-Unis et au Royaume-Uni) l'existence de nombreux groupes et chanteurs «Folk» (dans le sens Protest song du terme), dont Ferre Grignard, ‘t Kliekske, Rum, Het Brabants Volksorkest, Baden Skiffle, les Zûnants Plankets, etc.
Aujourd'hui une nouvelle génération de groupes folkloriques (ou d'inspiration folklorique) apparait sous l'impulsion d'un retour aux bals «Folks» dans certaines couches de la jeunesse. Des groupes comme Embrun, Turdus Philomelos, les Cré Tonnerre, Cave Canem ! ou Naragonia se sont appuyés sur les centaines de soirées Folk qui se déroulent aux quatre coins du pays (dont les célèbres Boombal depuis le début des années 2000).

## Musique actuelle

### Jazz
Dans les années 1930 et 1940, le guitariste gitan Django Reinhardt et le pianiste Stan Brenders deviennent tous les deux les plus importants musiciens européens de jazz. L'harmoniciste Toots Thielemans et le saxophoniste Jacques Pelzer devaient suivre ses traces dans les années 1950. Parmi les artistes contemporains, on compte Aka Moon, Bobby Jaspar, Bert Joris, Philip Catherine (le guitariste), Jacques Stotzem, Octurn et René Thomas. Le blues est représenté par Elmore D., Amatorski ou le Tomahawk Blues Band.

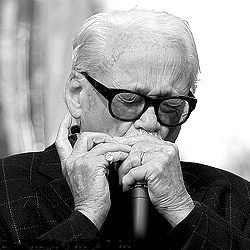
Toots Thielemans

### Chanson

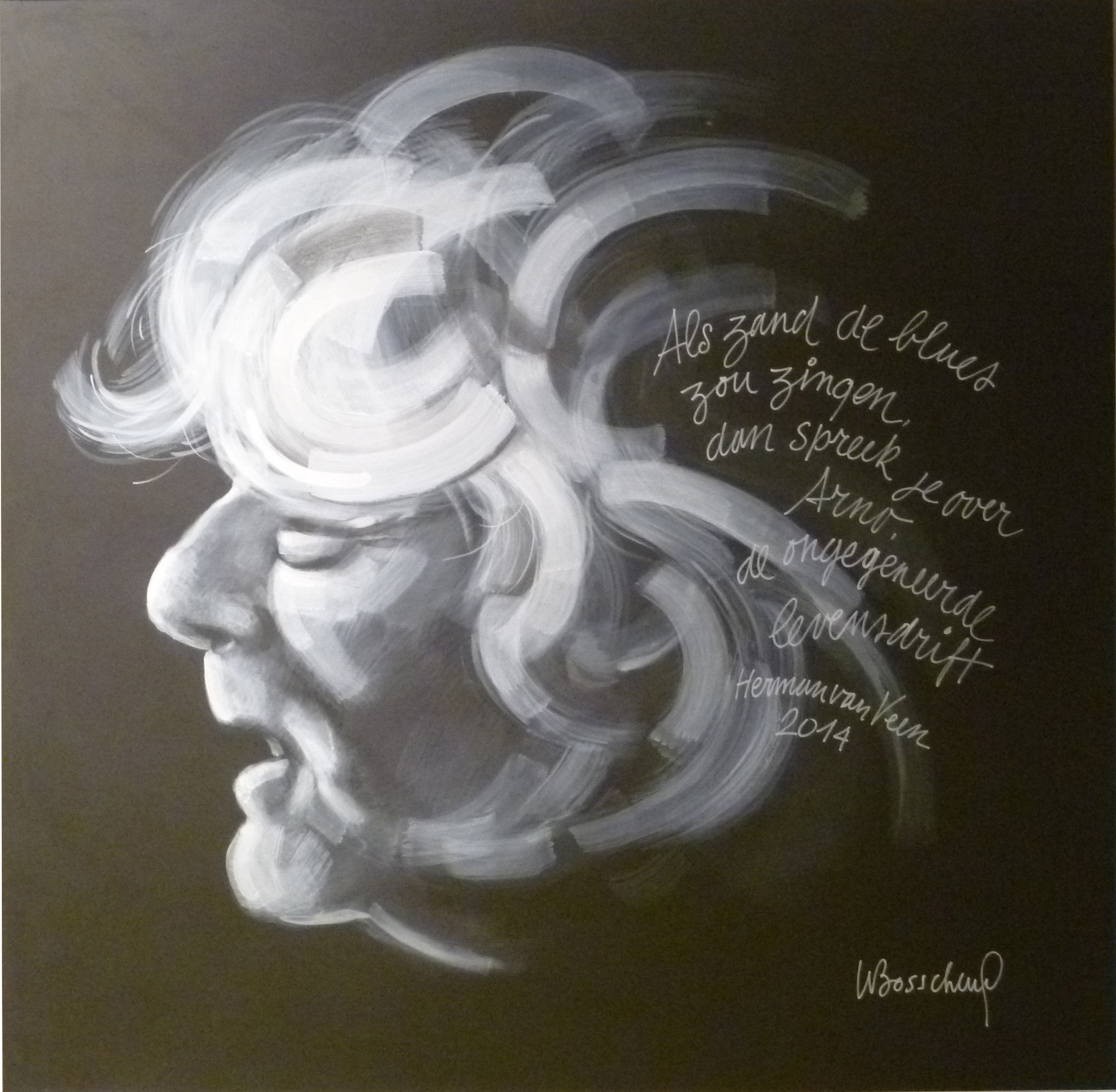
Arno (2014) par le peintre belge Willy Bosschem.

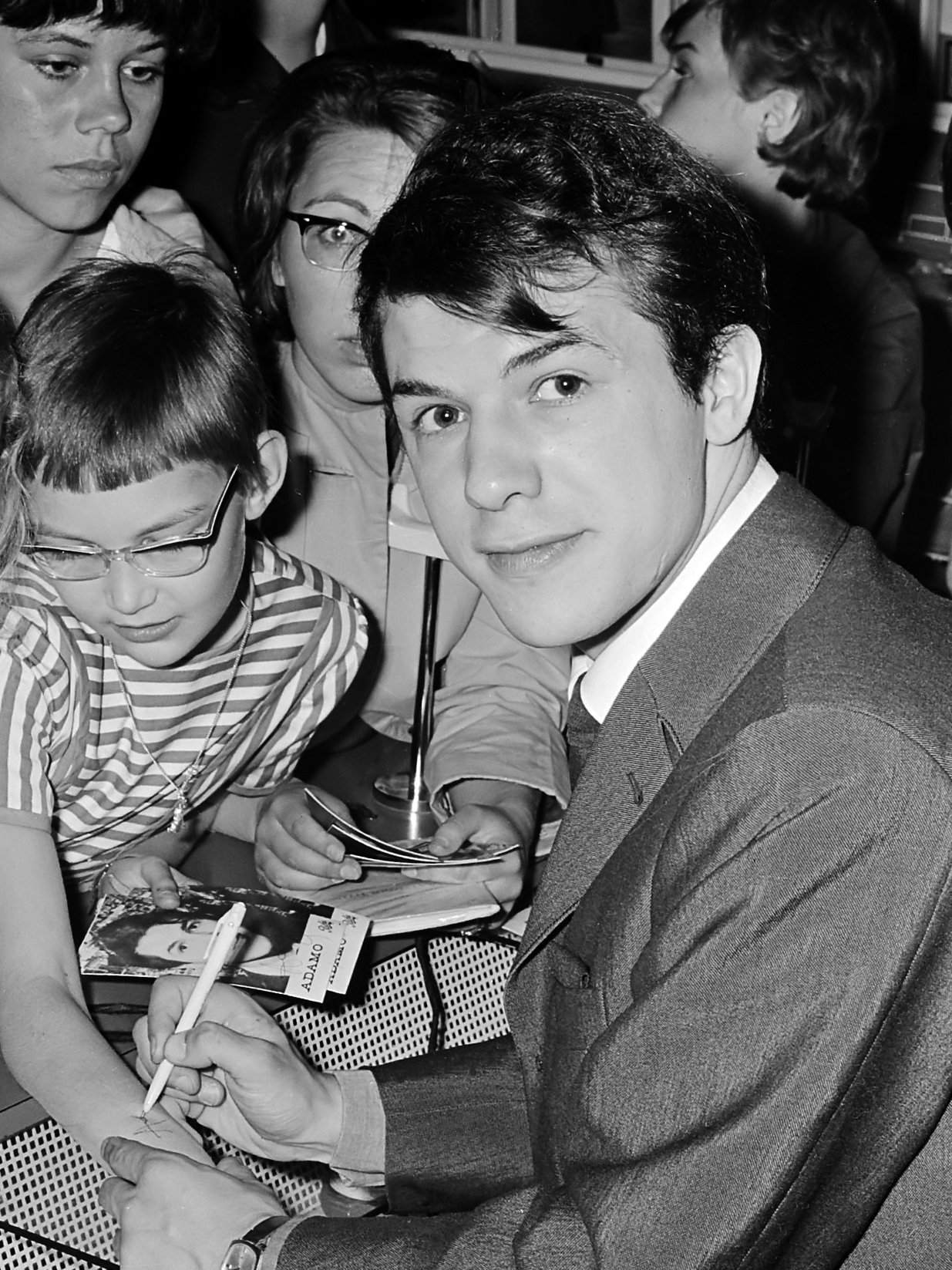
Salvatore Adamo signant des autographes en 1964.

Avec le renouveau folk des années 1960 est venu un nouvel intérêt pour la chanson dialectale. Le pionnier Wannes Van de Velde a rapidement été suivi, principalement dans les styles folk et traditionnels, mais s'est finalement étendu au rock parodique de The Clement Peerens Explosition et au hip-hop de Flip Kowlier. D'autres, tout en se produisant principalement en néerlandais standard, incluront une phrase occasionnelle ou même une chanson complète en dialecte (ex. Johan Verminnen, Rue des Bouchers et Raymond van het Groenewoud, Je veux de l'amour).
On retrouve beaucoup de belges parmi les auteurs-compositeurs-interprètes de chanson francophone, dont Jacques Brel, Salvatore Adamo, Sœur Sourire, Arno, Pierre Rapsat, Philippe Lafontaine, Axelle Red, Mathieu Boogaerts, Maurane, ou Lara Fabian, Lou Deprijck, entre autres.
- Chanteurs belges d'expression française
- Chanteurs belges d'expression néerlandaise
- Auteurs-compositeurs-interprètes belges
- Chanteuses belges

### Rock
Poussé par les radios pirates qui émettaient depuis la mer du Nord (Radio Caroline ou Radio London entre autres), le rock fut très vite adopté par les petits groupes locaux au début des années 1960. Le premier succès international de Rock belge fut "Kili Watch" par The Cousins. Les groupes pop The Pebbles et The Wallace Collection, puis Kleptomania, Machiavel et quelques autres eurent du succès dans les années 1970, suivis par le punk-pop Plastic Bertrand à la fin des années 1970. 
Dans les années 1980, on vit le groupe TC Matic (avec Arno), Jo Lemaire, et Vaya Con Dios.
Dans les années 1990 et 2000, le rock alternatif ou rock indépendant est représenté par les groupes dEUS, Zita Swoon, Evil Superstars, Kiss My Jazz, Dead Man Ray, K's Choice, Absynthe Minded, Das Pop, Millionaire, Zornik, Admiral Freebee, Awaken, Soulwax. Le punk est représenté par Chainsaw, PPz 30, La Muerte, The Kids et Funeral Dress. Dans la rubrique métal, on compte des groupes comme Ancient Rites, Channel Zero et Ithilien, et côté coverband, on compte de plus en plus de groupes dont Mothercover, le groupe belge de reprises rock.
Trip hop: Hooverphonic est un groupe qui a acquis une forte réputation internationale.
- Rock belge, Punk belge

### Musique électronique
Après de nombreux essais électro-acoustiques par Henri Pousseur (qui avait créé les Studios Électroniques de Bruxelles dès 1958), la Belgique a très rapidement saisi la main tendue par le groupe allemand Kraftwerk à la fin des années 1970. C'est d'abord la formation du groupe Telex créé par Marc Moulin, Dan Lacksman et Michel Moers. Puis très rapidement après, l'apparition d'un style musical répétitif et pointu : l'electronic body music, symbolisée par les groupes Front 242 et Snowy Red. La new beat (une variante "downtempo" minimaliste et ludique de la techno) apparaît brusquement en 1987 et provoque des remous médiatiques (notamment parce qu'elle popularise largement la culture techno et ses stupéfiants travers). Des noms comme Confetti's, A Split Second, Bassline Boys, Technotronic, Public Relation, Lords of Acid, Amnesia, Zsa Zsa Laboum et Miss Nikki Traxx, parmi des dizaines d'autres. Par la suite, la Belgique se fera remarquer pour ses artistes de house music (Mugwump, Junior Jack, Swirl People (alias de Raoul Belmans), Milk Inc., Kate Ryan, Stromae), techno (Marco Bailey, Yves Deruyter, Filterheadz, Fabrice Lig), trance (Dance Opera, Bonzai, Push), electro (Dada Life, Vive La Fête, Soldout, Dr. Lektroluv), sans interruption durant 20 ans. Cette tendance se poursuit dans les années 2000-2010 avec la musique électronique très radicale (appelée breakcore) de Jan Robbe, Droon, ou Sickboy Milkplus, et une scène drum and bass très active (Netsky). Dans les années 2020, l'électro se fait un peu plus pop avec Rex Rebel ou encore Critiks Music.

### World music

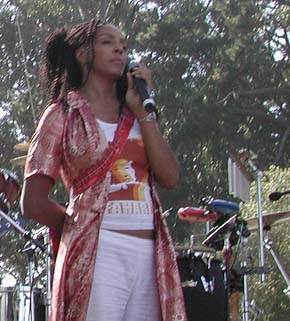
Marie Daulne, fondatrice, compositrice et directrice artistique de Zap Mama, dit que sa mission est de faire valoir la richesse de la multiculturalité marque la présente des afros de l'Europe en créant un métissage culturel (afropéen) et de rapprocher les deux cultures africaine et européenne. Daulne puisse son inspiration dans la musique polyphonique et harmonique avec un mélange fortement imprégné de culture africaine, de R&B et de hip-hop. Daulne met l'accent sur la voix dans toute sa musique, car elle dit "la voix est un instrument en soi".

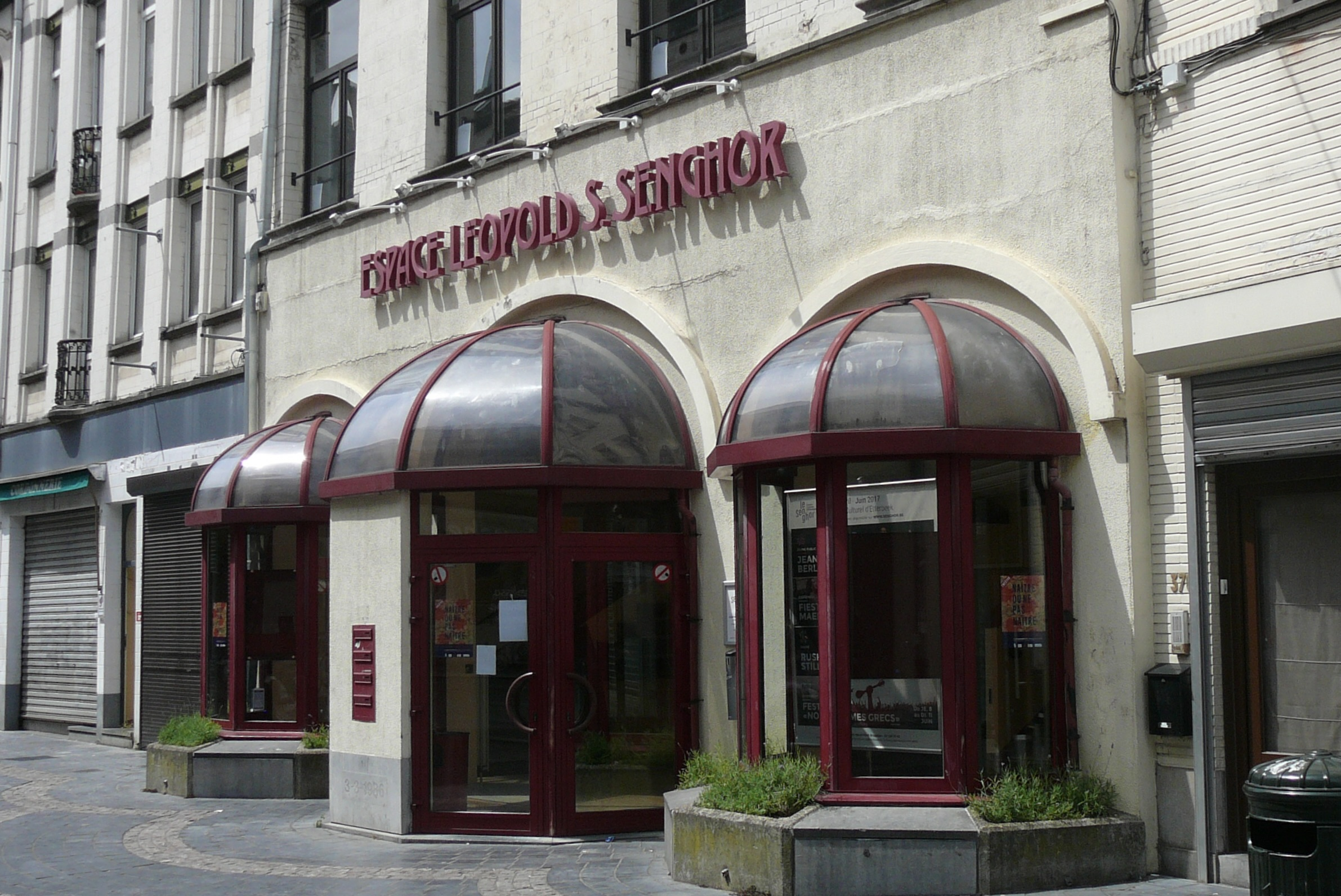
Espace Léopold S. Senghor, à Bruxelles.

Depuis les années 1980, la world music joue un rôle important avec des musiciens issus de l'immigration congolaise (Princesse Mansia M'Bila) ou rwandaise (Cécile Kayirebwa et Dieudonné Kabongo). Zap Mama est sans doute l'un des groupes les plus connus de ce genre avec Urban Trad.Gabriel Rios et TiiwTiiw qui depuis 2015 se fait connaitre au niveau international.  Belgian Worldwide Music Network est une association a pour objectif de représenter et promouvoir le secteur des musiques du monde en Belgique en organisant entre autres une rencontre annuelle. Le Théâtre Molière, le Senghor et Art Base dans la capitale belge,,.

### Autres
- Hip-hop en Belgique, Rappeurs belges, Rappeuses belges